# Scott County (Illinois)
Scott County is een county in de Amerikaanse staat Illinois.
De county heeft een landoppervlakte van 650 km² en telt 5.537 inwoners (volkstelling 2000).